# Талышское имя
Талышские имена (тал. Tolyšə nomon) — имена, распространенные среди талышей. Имена берут начало из талышского языка, исламского мира, и также распространены имена иноязычного происхождения из числа арабских, персидских и тюркских языков, что связано с развитием истории, социально-политического, духовного и этнического влияния. 

## Исконные имена
Среди талышей сохраняется значимый пласт собственно талышских имён, имена эти были широко распространены до принятия Ислама. В настоящее время такие имена встречаются, пусть и немного. Например: Кинавас, Кинаваз, Овшум, Выли, Кинаноз, Авасор, Выланоз, Сарвиноз, Хаво, Ныга, Хоши, Оташ, Шинаноз, Васкина, Араста, Джахан, Сабарз, Гырданоз, Шинаноз, Чимани, Васи, Васма, Кинали, Рукали, Мерд, Кадус, Мердали, Хыдояр, Хыдофар, Хыдодо, Хыдобахыш, Рукахан, Ванаша, Кинаханым, Теланоз, Речин, Зуманд, Зари, Зарина. Кроме того, многие личные имена неталышского происхождения были адаптированы под талышский язык. Например: Абос (Аббас), Гыбод, Гобад (Губад). Нурасте (Новрастэ), Мырод (Мурад).

## Исламские имена
Среди личных именах талышей большое количество имён арабского происхождения. Эти имена были принесены в Талыш после принятия талышами ислама. Аббас, Абдулла, Абузар, Айша, Алия, Ашур, Багир и многие другие имена арабского происхождения стали использоваться талышами после VII века. Следует отметить, что имена Мухаммед, Али, Зейнаб, Фатима и 12-ти имамов более распространены среди талышей-шиитов, а среди талышей-суннитов встречаются имена Омар, Осман, Айша.

## Иноязычные имена
У талышей преобладают мужские и женские имена иранского или конкретно персидского происхождения, например: Айна, Аруса, Бабек, Бахман, Бахруз, Губад, Парвиз, Парваз, Пейман, Мейман, Парвин, Махрух, Бахар, Хавар, Навраста, Бахор, Испанидийяр, Азад, Пари, Рустам, Тахмина, Фарамарз, Бану, Фарид, Ирадж, Хосров.
Начиная с XI-XIII веков имена тюркского происхождения включались в состав личных имён талышей. Например: Агабаджи, Огул, Агджа, Аяз, Айдын, Айгуль, Аслан.
Также есть имена греческого, еврейского и т.д. происхождения. Например: Арастун, Афлатун, Искандар, Афтандил, Рая, Роза, Руслан, Сара, Давуд, Назар.

## Талышская фамилия
Исторически фамилия образовывалась от имени деда или прадеда, а также племени, рода, народа и географических названий. Фамилия отличала одну семью от другой. Хотя фамилия была оформлена в XVIII веке, люди использовали псевдонимы и прозвища и они несли в себе основные элементы фамилии. 
Этнограф М. Косвен пишет: «Одной из важнейших мер феодальных ханств XVIII века в Азербайджане это политика оформления фамилий. Этой политикой они оформляли и своё правление. Такая ситуация была характерна для Талышского ханства где Сеид Джамаладдин-хан», «прибавил к своему имени слово «Талышинский», чтобы официально зафиксировать, что его потомки были из местного населения, и издал об этом специальный указ». В годы правления хана Мир Мустафы-хана, в связи с установлением тесных связей с русскими, в Талыше стали появляться фамилии «Талышинские», а позднее и «Талышхановы».
Добавление суффиксов «-ов» и «-ев» к талышским фамилиям было связано с выдачей гражданам советских паспортов в 1930-е годы. Но исконно талышские фамилии были определены уже давно. Отказ талышских ханов от ношения своих национальных фамилий было, видимо, связано с социально-политическими условиями. 
Чтобы отличить человека, семью, род фамилия создавалась добавлением «-и». К имени отца человека добавляется это окончание при условии, что имя отца должно заканчиваться согласным звуком. Например: Рамазони Руфат, Ахуни Абдул, Мусейиби Мырвари. Если же имя заканчивается на гласный звук, то к имени человека просто добавляется имя отца человека. Например: Алиага Магсуд, Абдулла Нураддин, Иса Зейнаб.
По талышской традиции при произношении ФИО человека, отчество ставится перед именем человека. Если же когда к имени и фамилии необходимо добавить имя дедушки, имя дедушки добавляется перед именем отца человека. Например, Юсиби Абдулла Нураддин, Мири Иса Зейнаб. Даже в той форме, в которой мы упоминаем имена прадедов, при добавлении имени к фамилии предполагается принцип «старший-младший».
Фамилия образуется путём добавления к имени отца человека слов «зоə» (сын), «кина» (дочь). Например, Мири зоə Мохаммад, Карами зоə Эльшад, а для девушек Мусарза кина Хомейра, Вагифи кина Зульфунур. Здесь отчество выполняет ещё и функцию фамилии. Здесь отчество выполняет ещё и функцию фамилии.
Фамилии, образованные на основе топонимов, образуются путём сложения пространственных формантов «-ыж», «-ож», «-вож», «-уж» во множественном числе. Например, Алиакрам Ликиж, Хилал Осторож, Камил Гызыловож. Фамилии Гилани, Талыши, Ланкарани, Борадигахи образованы на основе топонимов с элементом окончанием «-и» иранского происхождения.
Талышские фамилии также могут образовываться с формантом «заде», что в иранских языках означает «родившийся» или «сын» («зандə», «зоə»). Например, как у талышского поэта и писателя Зульфугара Ахмедзаде.

## Отчество
Талышское отчество образуется добавление к имени отца человека слов «зоə» (сын), «кинə» (дочь). Например: Ахмедов Мердали Ираджи зоə (сын Ираджа) или Ганбарова Ванаша Азими кинə (дочь Азима).